# Яимов, Игорь Эжерович
Игорь Эжерович Яимов (род. 4 октября 1957, село Усть-Кан, Горно-Алтайская автономная область) — советский, российский врач, политический деятель; Председатель Государственного Собрания — Эл Курултай Республики Алтай (2002—2006).

## Биография
Родился в алтайской семье. Отец — Эжер Яковлевич Яимов, мать — Варвара Сергеевна Яимова, учитель. Четвёртый ребёнок в семье.
В 1981 г. окончил Алтайский государственный медицинский институт по специальности «лечебное дело». С 1981 г. работал врачом-интерном Алтайского краевого бюро судебно-медицинской экспертизы, затем межрайонный судебно-медицинским экспертом Горно-Алтайского областного бюро судебно-медицинской экспертизы. С 1987 г. — начальник Бюро судебно-медицинской экспертизы Республики Алтай.
Избирался депутатом Верховного Совета Республики Алтай, Горно-Алтайского городского Совета депутатов. В 1997—2001 гг. — депутат, член Президиума Государственного Собрания — Эл Курултай Республики Алтай второго созыва. В 2002 г. окончил Академию государственной службы при Президенте Российской Федерации по специальности юриспруденция.
16 декабря 2001 г. избран депутатом Государственного Собрания Республики Алтай третьего созыва по Горно-Алтайскому избирательному округу № 5, на выборах поддерживался партией «Единство». С 15 января 2002 по март 2006 г. — Председатель Государственного Собрания — Эл Курултай Республики Алтай. Член депутатской фракции «Единая Россия».
С 13 апреля 2006 г. по ноябрь 2013 г — Министр здравоохранения Республики Алтай.

## Награды и признание
- Заслуженный врач Российской Федерации;
- Почётная грамота Министерства здравоохранения Российской Федерации;
- Заслуженный врач Республики Алтай;
- Почётная грамота Республики Алтай;
- Почетный гражданин Республики Алтай.
- Орден Республики Алтай «Тан Чолмон» («Утренняя звезда»)